# ملعب أحمد قايد
ملعب أحمد قايد هو ملعب لكرة القدم يقع في مدينة تيارت الجزائرية. وهو مقر تدريبات نادي شبيبة تيارت.

## مواضيع ذات صلة
- الرياضة في الجزائر
- الاتحادية الجزائرية لكرة القدم
- قائمة ملاعب كرة القدم في الجزائر

## وصلات خارجية
- (بالعربية) الموقع الرسمي للاتحادية الجزائرية لكرة القدم